# Sony Ericsson G502
Il Sony Ericsson G502 è uno smartphone appartenente alla G-series e prodotto dalla Sony Ericsson. Il telefono è disponibile in tre diversi colori: nero, bronzo e rosso.

## Caratteristiche
- Dimensioni: 103 x 46 x 13,5 mm
- massa: 83,5 g
- Memoria interna: 32 MB
- Bluetooth
- Messaggistica: SMS, MMS, Instant Messaging e un client e-mail
- Fotocamera: 2.0 megapixel
- Durata batteria in chiamata: più di 10 ore
- Durata batteria in stanby: più di 330 ore (13 giorni)